# Les Bras en croix (chanson)
Singles de Johnny Hallyday
Tes tendres années
(1er mars 1963) Da dou ron ron
(29 juin 1963)
Les Bras en croix est une chanson de Johnny Hallyday, sortie en 1963. Écrite par Jil et Jan et composée par Johnny Hallyday, Les Bras en croix est extraite de l'album auquel elle donne son nom et parait en super 45 tours en mai, puis en septembre 1963, sur le 33 tours 25 cm Da dou ron ron.

## Histoire
En 1962, Johnny Hallyday, après les sessions d'enregistrements de février pour l'album Sings America's Rockin' Hits, est, en mai, pour la seconde fois en studio à Nashville, où au studio Bradley, sous la direction de Lee Hallyday et Shelby Singleton (en), il enregistre quinze nouveaux titres, qui pour la plupart restent inédits dans leurs « versions nashvillienne » durant près de trente ans (voir Nashville session 62). C'est notamment le cas pour la chanson Les bras en croix, dont la voix est réenregistrée à Paris en janvier 1963, au studio DMS, sur les bases orchestres de Nashville,.
Le titre est considéré comme l'un meilleur issue de la collaboration Hallyday-Jil et Jan, du fait de son texte et grâce aux arrangements jugés très réussis.
Si Les Bras en croix est la première « chanson western » de Johnny Hallyday, dans le genre, il a depuis enregistré Toujours plus loin (1964, voir l'opus Le Pénitencier), Mon fils (1967,), la version française de la BOF L'Or de MacKenna (1969) et Les Chiens de paille (1976, album Derrière l'amour).

### Musiciens
- Jerry Kennedy, Grady Martin (en), Harold Bradley : guitares[10]
- Bob Moore : basse
- Buddy Harman (en) : batterie
- Floyd Cramer : piano
- Ray Stevens : claviers
- Charlie McCoy : harmonica
- Boots Randolph : saxophone

## La chanson
Composée par Johnny Hallyday sur un texte du tandem Jil et Jan,,, Les Bras en croix est « inspirée par le folklore western » dont elle reprend les principaux stéréotypes (chevauchée, fusillade, amitié, trahison, règlement de comptes, duel) :
«  [...] Tu triches au jeu et dans le pays

On te surnomme partout le maudit

Mais attention, un jour tu finiras

Dans la poussière, les bras en croix

Avec insolence, tu défies les hommes

[...]

À ce petit jeu, tu t'amuses trop

Et t'y laisseras ta peau

[...]

Même l'amitié pour toi n'a pas de nom

Et tu t'es joué de moi sans façon

[...]

Tu as volé la femme de ma vie

Voilà pourquoi d'une balle je t'envoie

Dans la poussière, les bras en croix  »
(Texte Jil et Jan, extraits)
Les Bras en croix commence par le vers suivant :
« Dans la vallée de l'Oklahoma [...] », Johnny Hallyday reconnait volontiers que cette vallée en Oklahoma est purement imaginaire.

## Discographie
- 23 avril 1963[16] :

33 tours Philips mono B77916L, stéréo 840521 By Les Bras en croix
45 tours promo Philips 373121 : Les bras en croix, Tes tendres années
- 10 mai 1963 :

super 45 tours Philips 432 908 BE
A1. Les bras en croix (2:13)
A2. Quitte-moi doucement (Break It to Me Gently) (2:30)
B1. Quand un air vous possède (When My Little Girl Is Smiling) (2:17)
B2. Dis-moi oui (We Say Yeah) (2:07)
- 27 septembre 1963 :

33 tours 25cm Philips B 76576 Da dou ron ron
45 tours promo Philips 373 132 : Les bras en croix , Dis-moi oui
- septembre 1990 :

CD Philips 846293-2 Nashville session 62 (parution pour la première fois des chansons enregistrées à Nashville en mai 1962)
- Discographie live :

1993 : Parc des Princes 1993 (incluse dans un medley, cette captation est l'unique enregistrement public commercialisé de la chanson Les Bras en croix).
- Les Bras en croix a également été diffusé à l'étranger, notamment en :

Espagne, Allemagne, Italie, Danemark...

## Classements hebdomadaires
| Classement (1963)                       | Meilleure position |
| --------------------------------------- | ------------------ |
| Espagne                                 | 20                 |
| France                                  | 3                  |
| Belgique (Wallonie Ultratop 50 Singles) | 6                  |

## Reprises
La chanson est reprise par Emilhenco (1963) et par Johnny Bell et les Coroners (1964,).